# Magan Diabaté
Magan Diabaté (Alto Volta, 13 de noviembre de 1973) es un exfutbolista de Burkina Faso que jugaba en la posición de centrocampista.

## Carrera

### Club
Jugó toda su carrera con el USFA Ouagadougou de 1994 a 2018, equipo con el que fue campeón nacional en dos ocasiones, ganó la copa nacional tres veces y tres títulos de supercopa.

### Selección nacional
Jugó para Burkina Faso en 33 ocasiones de 1994 a 2004 y anotó dos goles; participó en la Copa Africana de Naciones 1998.

## Logros
- Primera División de Burkina Faso (2): 1998, 2000
- Copa de Burkina Faso (3): 2002, 2010, 2015
- Supercopa de Burkina Faso (3): 1997–98, 1999–00, 2009–10